# Il grande gioco dell'oca
Il grande gioco dell'oca è stato un programma televisivo italiano, trasmesso su Rai 2 dall'11 giugno 1993 al 25 settembre 1994, in due diverse edizioni.
Fu ideato da Jocelyn Hattab per sopperire al fallimento del progetto della versione italiana di Fort Boyard, gioco internazionale del quale era stato girato un pilot nel 1992 condotto da Paolo Bonolis.
Entrambe le edizioni sono state condotte da Gigi Sabani, affiancato nella prima edizione da Jo Squillo e Simona Tagli, nella seconda da Alessia Marcuzzi, Paola Saluzzi e il piccolo Adriano Pantaleo. Jocelyn ne curò la regia, intervenendo spesso durante lo svolgimento delle puntate.

## Storia

### Prima edizione
La prima edizione è andata in onda per 17 puntate, da venerdì 11 giugno 1993 alla successiva domenica 3 ottobre. Il conduttore Gigi Sabani è stato affiancato dalle due inviate sul campo Jo Squillo e Simona Tagli.
Il sottotitolo (solo per essa) era Stasera mi butto '93, che richiamava il titolo di un omonimo varietà estivo andato in onda su Rai 2 fino all'anno precedente (lo stesso Sabani era stato il conduttore della prima edizione).

### Seconda edizione
Assieme a Sabani, questa volta la trasmissione vede come inviate sul campo Alessia Marcuzzi e Paola Saluzzi, quest'ultima subentrata in extremis a Jo Squillo, tagliata fuori dal programma a pochi giorni dal via a causa di disaccordi sul suo cachet (la sigla del programma avrebbe dovuto essere Andiamo su, brano da lei inciso in quell'anno). Altra presenza fissa di quest'edizione fu quella di Adriano Pantaleo, celebre attore-bambino di quegli anni.
La prima puntata andò in onda domenica 10 aprile 1994, per ritornare poi al venerdì. Il successivo 25 settembre, dopo 25 puntate, la trasmissione si concluse con una settimana d'anticipo, anche a seguito di alcune denunce dei movimenti animalisti in merito a presunti maltrattamenti di animali, che però non ebbero alcun seguito giudiziario.
Nell'ultima puntata, Sabani annunciò un imminente torneo dei campioni nel quale avrebbero preso parte anche i migliori concorrenti dell'edizione spagnola 1993-1994, trasmessa da Antena 3. Il programma avrebbe visto conduttori sia spagnoli sia italiani nello stile di Giochi senza frontiere, andando in onda sia su Rai 2 che su Antena 3. Oltre alla partecipazione di concorrenti spagnoli e italiani, era anche prevista la presenza di alcuni personaggi dell'edizione spagnola, tra cui la lottatrice Romy Abradelo, il barbiere Flequi e il muscoloso nero Maxthor. Il progetto non andò in porto a causa di problemi legali e di difficoltà logistiche, non ultimo il fatto che Antena 3, al contrario di Rai 2, non era una TV affiliata all'Eurovisione.

## Il gioco
Quattro concorrenti (contrassegnati dai colori rosso, blu, verde e giallo) si affrontano in una gara simile al Gioco dell'oca su un maxi-tabellone di 63 caselle ricostruito negli studi di Cinecittà in Roma.
A turno, partendo dalla casella 0, lanciando due dadi virtuali (azionati con un telecomando puntato verso la telecamera), i concorrenti avanzano del numero di caselle pari alla somma dei due dadi. Ogni punto ottenuto con i dadi, aumenta il montepremi del concorrente di una cifra stabilita (al tempo 100 000 lire, pari a circa 52 euro).
Raggiungendo alcune caselle chiamate caselle Oca, il concorrente raddoppia il punteggio ottenuto e avanza nuovamente del punteggio ottenuto con i dadi. Le caselle Oca sono in posizione 9, 18, 27, 36, 45 e 54.
Il concorrente che raggiunge esattamente la casella 63 viene considerato vincitore e si aggiudica l'intero montepremi da lui stesso accumulato.
Alla maggior parte delle caselle del tabellone è associata una prova da affrontare, una penitenza da subire, la possibilità di avanzare di un dato numero di caselle o l'obbligo di indietreggiare al limite fino all'inizio del tabellone.
In alcune prove, il concorrente può scommettere una parte del proprio montepremi: in caso di vittoria vince la cifra scommessa, altrimenti la cifra viene sottratta. In altre prove, invece, in caso di sconfitta il concorrente perde una cifra stabilita dagli autori (al tempo, tipicamente era 1 000 000 di lire, pari a circa 512 euro). Infine, al concorrente che rifiuta di affrontare una prova o subire una penitenza viene azzerato l'intero montepremi accumulato.
In ogni puntata, tranne due, vi era l'esibizione del Mago Martin (all'anagrafe Maurizio Di Martino).
In entrambe le edizioni partecipò inoltre la Premiata Ditta, a cui erano affidati gli sketch comici del programma che inframezzavano la gara, spesso coinvolgendo in questi anche gli altri componenti del cast ed i concorrenti.
Gli autori, inoltre, settimanalmente preparavano alcune prove e penitenze diverse.
Spettacolari, specialmente per l'epoca, le prove che coinvolgevano l'acqua della piscina, il fuoco o le strutture sospese in aria.
Tali prove e penitenze furono in seguito riprese in altre trasmissioni di Jocelyn come Il grande gioco del mercante in fiera, vera e propria riedizione del programma andata in onda su TMC nel 1996 con la conduzione dello stesso Jocelyn, qui affiancato da Simona Tagli, già inviata della prima edizione de Il grande gioco dell'oca, Sabrina Salerno, Anna Valle ed Angela Melillo, o Sette per uno, andato in onda su Rai 1, sempre durante la stagione estiva, dal 1999 al 2001, e condotto nelle prime due edizioni proprio da Gigi Sabani, poi sostituito da Tiberio Timperi nell'ultima.

## Caselle particolari
Alcune prove e penitenze fisse delle due edizioni:
| Edizione   | Casella                     | Nome                               | Descrizione |
| ---------- | --------------------------- | ---------------------------------- | --- |
| 1993       | 5                           | La vecchia fattoria                | La prova è riferita alla celebre canzone Nella vecchia fattoria del Quartetto Cetra. Il concorrente sfida Simona Tagli (che appariva sempre durante questa prova a inizio puntata) in una sfida bucolica: venivano introdotte in studio due mucche: Serafina, sempre abbinata alla Tagli e Carolina, che invece era sempre abbinata al concorrente. Il concorrente deve mungere la mucca Carolina per un minuto e mezzo, cercando di ricavare più latte nel suo secchio rispetto a quello munto dalla Tagli dalla mucca Serafina. In alcune puntate la gara di mungitura era sostituita da altre prove aventi sempre gli animali al centro.                                                                                   |
| 1993       | 6                           | Non aprite quella porta            | Al concorrente viene dato un mazzo di chiavi e il gioco consiste nell'aprire 5 porte trovando la chiave giusta per ognuna. Quando il concorrente apre la seconda porta e la richiude dietro di sé, entra in scena un mostro (un figurante del pubblico mascherato) che con una motosega abbatte le porte inseguendo il concorrente. Per vincere, quest'ultimo deve riuscire ad aprire l'ultima porta e a richiuderla prima che il mostro lo raggiunga. |
| 1993       | 8                           | Il biglione                        | Il concorrente entra in una grande biglia metallica che viene quindi lasciata scendere per una discesa, e deve riuscire a entrare in una sorta di piccolo buco posizionato nella casella 2 entro il tempo limite. In caso di fallimento, il concorrente perde anche la cifra corrispondente alle 6 caselle. A prescindere dall'esito, al turno successivo, il concorrente partirà dalla casella 2. |
| 1993, 1994 | 11                          | Prova in piscina                   | Il concorrente che si fermava in questa casella doveva affrontare una prova ambientata nella piscina dello studio, che però era sempre diversa per ogni puntata. |
| 1993       | 13                          | Le orme                            | Il concorrente viene posto davanti ad un quadrato di circa 5 piastrelle di larghezza e 8 di lunghezza; ogni riga contiene 4 piastrelle fisse e una "trappola". La gara consiste nel saltare a piedi uniti sulle piastrelle per arrivare dall'altra parte del quadrato ma senza saltare sulle piastrelle mobili con sotto l'acqua (che cedono al salto del concorrente). Se una piastrella si rompe bisogna ricominciare da capo. |
| 1994       | 16                          | Il ristorante cinese               | Il fantomatico cuoco cinese di nome Lì prepara un disgustoso piatto o bevanda che il concorrente è costretto ad assaggiare. In caso contrario, perde una cifra stabilita dagli autori. |
| 1993       | 17                          | La lotta nel fango (edizione 1993) | Come penitenza, il concorrente deve entrare in una vasca piena di fango e scontrarsi con due lottatrici per l'intera durata del turno. Tra le diverse ragazze apparse a rotazione in questa prova ci furono Karin Proia e Laura Di Palma, che apparvero anche nella successiva edizione, oltre che a Vanessa Marano e Monica Casti. |
| 1994       | 21                          | Fango-Mani (edizione 1994)         | Attraverso uno scivolo, il concorrente entra in una vasca piena di fango e, per non perdere parte del suo montepremi, deve nel tempo limite riuscire a non essere trascinato dalle lottatrici verso una parete dalla quale spuntano alcune mani. In un periodo per il concorrente uomo ci furono tre lottatrici contro di lui, mentre alla concorrente donna se ne opposero solo due; si pensava di aggiungere un lottatore maschio da mettere contro le concorrenti femmine (come nell'edizione spagnola), ma l'idea non ebbe seguito. |
| 1993, 1994 | 24 (28, nell'edizione 1994) | La prigione                        | A penzoloni in una grossa gabbia, il concorrente deve recuperare in un tempo limite una chiave legata sul fondo-schiena di una ragazza di nome Simona Pini. Se ci riesce, vince un milione di lire, mentre in caso contrario lo perde. |
| 1993, 1994 | 30                          | Il pozzo                           | Il concorrente deve entrare in un pozzo con tanto di acqua e alcune anguille. Dopo essere stato fermo per un turno, se riesce ad uscirne in un tempo limite, mantiene intatto il proprio montepremi. |
| 1993, 1994 | 33                          | Il lanciatore di coltelli          | Dopo l'esibizione del lanciatore di coltelli Alberto Murroni e di sua moglie Vesna, al concorrente viene chiesto di scommettere parte del proprio denaro in merito alla riuscita di una successiva sfida degli artisti. La prova del lanciatore di coltelli sarà riproposta da Jocelyn anche ne Il grande gioco del mercante in fiera e Sette per uno. |
| 1993       | 38                          | La Cassa Esplosiva                 | Il concorrente viene posto su una sedia con sotto una finta bomba e tanti fili. L'inviato sul campo chiede al concorrente di volta in volta quale filo tagliare fino a lasciarne intatti solo 5. Tra tutti i fili, ce ne sono 3 che fanno "esplodere" la bomba (il concorrente viene fatto crollare scenicamente dalla sedia su dei cartoni); se questo avviene, il gioco è perso. |
| 1994       | ??                          | Narciso                            | Al concorrente viene scritta in fronte una parola ed egli deve individuarla aiutandosi con uno specchio sott'acqua. |
| 1993, 1994 | 40                          | Il castello                        | Il concorrente deve arrampicarsi su una parete simboleggiante le mura di un castello e baciare il principe o la principessa (a seconda che il concorrente sia uomo o donna) che lo attende alla sommità. |
| 1993, 1994 | 43                          | Schiaffo o bacio?                  | Il concorrente ascolta frasi recitate dalle otto ballerine del programma dette ragazze okkei (tra le quali, nella prima edizione, vi erano anche le allora sconosciute Matilde Brandi e Lorenza Mario), e deve indovinare se queste hanno intenzione di dare uno schiaffo od un bacio. Sia in caso di risposta esatta che di errore, il concorrente riceve il bacio o lo schiaffo e per vincere deve indovinare almeno 5 intenzioni su 8. Se ad affrontare la prova è una concorrente di sesso femminile, lo stesso Gigi Sabani o un ospite si sottopone alla penitenza in vece sua. Tale gioco è stato in seguito riproposto da Jocelyn nei suoi successivi programmi Il grande gioco del mercante in fiera e Sette per uno. |
| 1993, 1994 | 44                          | Il tatuatore                       | Dopo aver girato una ruota per scegliere una parte del corpo, il tatuatore Carlo Saggy dipinge sulla parte del corpo selezionata il logo della trasmissione |
| 1994       | 49                          | Il Barbiere di Siviglia            | La prova è riferita all'opera di Gioacchino Rossini. Il concorrente che capita su questa casella è costretto a sedersi su una sedia da barbiere e a rispondere a tre domande, l'ultima delle quali solitamente impossibile. In caso di errore, il barbiere, di nome Carlo Caloro, inizia, con il sottofondo de Il barbiere di Siviglia di Gioachino Rossini, a tagliare i capelli del concorrente. Gli uomini vengono solitamente rasati a zero, mentre i capelli delle donne vengono acconciati approssimativamente. Altre volte, specialmente ai concorrenti di giovane età, il barbiere ha creato tagli decisamente originali e improponibili.                                                                             |
| 1993-1994  | ??                          | Batticuore                         | Al concorrente viene collegato un conta-battiti mentre una delle ballerine del programma o un figurante del pubblico palestrato, in base al sesso del concorrente, esegue uno strip-tease di fronte a costui/costei. Se il conta-battiti supera le 100 pulsazioni al minuto, la sfida è persa. |
| 1993, 1994 | 53                          | Il gambero                         | Attraverso una carrucola e un cavo, il concorrente torna alla casella 0, mantenendo però intatto il proprio montepremi. |
| 1993, 1994 | 55                          | Il tunnel dei serpenti             | Il concorrente entra in un tunnel in plexiglas popolato da rettili. Lo scopo è di recuperare, tra le chiavi presenti, quella che apre l'uscita del tunnel. Se ci riesce, può avanzare di un determinato numero di caselle. |
| 1993       | 61                          | La ruota della sfortuna            | Il concorrente deve far girare una ruota, che determinerà una perdita in percentuale del montepremi raccolto lungo la strada. |
| 1994       | 61                          | La ruota della sfortuna umana      | È analogo a quello dell'edizione precedente, ma la ruota è più grande e invece di essere orizzontale è verticale. Il concorrente viene legato alla ruota con una imbracatura e gira insieme alla ruota: se essa si ferma con il concorrente completamente a testa in giù, egli perde tutto il montepremi (100%); se invece si ferma con il concorrente completamente a testa in su, il montepremi non viene intaccato (0%). La ruota in questo caso non viene girata dal concorrente ma dal conduttore (o dall'inviata sul campo). |

## Stacchi musicali alla fine dei giochi e delle prove
All'interno della trasmissione vengono introdotti degli stacchi musicali alla fine dei giochi e delle prove, perché il primo viene introdotto il successo delle prove superate dai concorrenti quando il conduttore oppure le inviate dichiarano che la prova è superata e il secondo viene introdotto l'insuccesso delle prove non superate in cui i concorrenti, per rassegnarsi alla sconfitta, vengono eliminati oppure squalificati eccessivamente dal gioco per fallimento quando la prova non viene superata.

## Controversie
Oltre alle denunce per maltrattamenti animali che portarono alla conclusione della seconda edizione della trasmissione con una settimana d'anticipo, il game show aveva avuto un'infelice esperienza con i movimenti animalisti già nella prima: una puntata del programma subì infatti un'interruzione di oltre 25 minuti, in quanto era stata diffusa la notizia che un gruppo di attivisti, camuffati da tecnici, si era introdotto all'interno dello studio e vi avesse posizionato una bomba; questo fu quindi immediatamente evacuato e la trasmissione, che andava in onda in diretta, fu sostituita da un programma di video-frammenti di varietà della Rai del passato; solamente dopo aver appurato che tale allarme-bomba era in realtà fasullo, il programma poté riprendere. Un analogo episodio (rivelatosi poi anch'esso un falso allarme) aveva coinvolto tre anni prima un altro varietà di Rai 2: Ricomincio da due, condotto da Raffaella Carrà nella fascia pomeridiana della domenica.

## Esportazione del format
Il format televisivo venne venduto in ben 42 paesi, ed ebbe particolare fortuna in Spagna (dove fu trasmesso prima da Antena 3 e in seguito da Telecinco), Portogallo e America Latina. In Argentina e Uruguay vennero invece realizzati dei remake da una produzione locale che, non rispettando il format originale, furono degli insuccessi.